# Henri Gauche
Henri Gauche (1870-1926), escritor anarquista francés, conocido también por sus pseudónimos literarios René Chaughi y Henri Chaughi.

## Datos biográficos
Nace en París el 7 de febrero de 1870. A pesar de crecer en una familia burguesa y acomodada, en la década de 1890 se convierte en activista y propagandista de las ideas libertarias. Ejerció modestamente de periodista, publicando artículos a partir de 1893 en la Revue anarchiste, La Révolte y La Plume. En 1894 se instala en Bélgica y Holanda debido a la persecución jurídico-policial francesa ocasionada por sus escritos. En 1895 regresa a París, colaborando en Les Temps Nouveaux. 
Preocupado por la situación de la mujer e influido por el neomalthusianismo, publicó varios artículos y ensayos anarcofeministas de los que destacan Immoralité du mariage (1898), Les Trois complices (1899) y La Femme esclave (1900). Al iniciarse la Primera Guerra Mundial en 1914, una parte del anarquismo afirma la necesidad de colaborar con los aliados, (Manifiesto de los 16, de Jean Grave, Piotr Kropotkin y otros), tesis que compartirá Gauche, participando en la guerra como voluntario, aunque en 1916 rectificará, afirmando haber cometido un grave error teórico y práctico. 
Fallece el 19 de julio de 1926 en Elancourt (Francia).